# Cantó d'Épernay-1
El cantó d'Épernay-1 és un cantó francès del departament del Marne, situat al districte d'Épernay. Compta amb part del municipi d'Épernay.

## Municipis
- Épernay

## Història
| Data d'elecció                           | Identitat       | Partit                     | Qualitat |
| ---------------------------------------- | --------------- | -------------------------- | -------- |
| 1945-1949                                | Alcide Benoît   | PCF                        |          |
| 1949-1967                                | Roger Menu      | MPR, després CD            |          |
| 1967-1973                                | Robert Morillon | PCF                        |          |
| 1973-2004                                | Jacques Houdard | Divers droite, després UDF |          |
| 2004-                                    | Benoît Moittié  | UMP                        |          |
| les dades anteriors no són pas conegudes |                 |                            |          |
|                                          |                 |                            |          |